# Энафф, Марсель
Марсель Энафф (фр.  Marcel Hénaff; 21 июля 1942 — 11 июня 2018) — французский философ, антрополог, культуролог.

## Биография
Получил философское образование в Лионском университете. Изучал этнологию в Абиджанском университете. Диссертацию по философии защитил в Копенгагенском университете (1980). В 1971—1983 читал лекции в Романском институте Копенгагенского университета. Преподавал в Международном философском коллеже в Париже. С 1988 — профессор французской литературы, философии и антропологии в Калифорнийском университете (Сан-Диего).
В мае 2005 выступал с лекциями в России — в РГГУ (см.:  (недоступная ссылка)), в Восточно-Европейском Институте Психоанализа и Европейском университете в Санкт-Петербурге.

## Научные интересы
Начинал в кругу семиотики и позднего структурализма, его ориентиры — Делёз, Фуко, Женетт, Лакан. В центре исследовательских интересов Энаффа — символы и церемониалы взаимности и признания, отсюда его внимание к тематике дара (в развитие взглядов М.Мосса), неутилитарного (символического) обмена, сценографии политической жизни. Энафф — автор известных, признанных и переведенных на другие языки монографий о Саде и Леви-Строссе.

## Труды
- Texte/censure/subversion, ou, L’hétéro-scène: (lecture de Sade). København: Romansk institut, 1973
- La littérature n’existe pas: introduction à la sémanalyse de Julia Kristeva. København: Romansk institut, 1973
- Sade, l’invention du corps libertin. Paris: PUF, 1978 (пер. на исп. яз.)
- Les âges de la lecture sadienne. København: Romansk Institut 1979.
- Claude Lévi-Strauss et l’anthropologie structurale. Paris: Pocket, 1991 (переизд. 2000)
- Le Prix de la Vérité: Le don, l’argent, la philosophie. Paris: Editions du Seuil, 2002 (переведена на англ., нем., итал. языки)
- La Ville qui vient. Paris: L’Herne, 2008
- Claude Lévi-Strauss, le passeur de sens. Paris: Perrin, 2008.
- Le Don des philosophes. Repenser la réciprocité. Paris: Le Seuil, 2012.
- Naissance du monde global. Actualité de Michel Serres. Paris: Bourin, 2012.
- L’Effet cannibale. Paris: L’Herne [в печати]
- Норма взаимности (англ.)

## Публикации на русском языке
- Маркиз де Сад: Изобретение тела либертена. СПб: Гуманитарная Академия, 2005 (рец. В.Савчука:  и С.Зенкина: )
- Клод Леви-Стросс и структурная антропология. СПб: Гуманитарная Академия, 2010
- Экономика излишеств
- Вуайеризм
- О дарении: из интервью А.Драгомощенко

## Признание
За книгу «Цена истины: дар, деньги, философия» (2002) Марсель Энафф получил Большую премию Французской Академии и премию Академии моральных и политических наук Франции.